# Vīshkāh Sūqeh
Vīshkāh Sūqeh (persiska: Vīshkā Sūqeh, ویشکاه سوقه) är en ort i Iran.   Den ligger i provinsen Gilan, i den nordvästra delen av landet, 240 km nordväst om huvudstaden Teheran. Antalet invånare är 723.
Terrängen runt Vīshkāh Sūqeh är mycket platt, och sluttar norrut. Runt Vīshkāh Sūqeh är det tätbefolkat, med 636 invånare per kvadratkilometer. Närmaste större samhälle är Rasht, 8,3 km väster om Vīshkāh Sūqeh. Trakten runt Vīshkāh Sūqeh består till största delen av jordbruksmark.